# Dans l'eau de la claire fontaine
Dans l'eau de la claire fontaine è un brano musicale scritto e composto nel 1961 dal cantautore francese Georges Brassens, pubblicato la prima volta sull'LP Le temps ne fait rien à l'affaire. Questa canzone è senza dubbio una variazione sul tema della canzone popolare À la claire fontaine.
Nel 1968 il brano fu tradotto, inciso e pubblicato da Fabrizio De André nell'album Volume 3º, sempre lo stesso anno pubblicò anche un 45 giri Il gorilla/Nell'acqua della chiara fontana, dove anche l'altro brano era tradotto dall'artista francese.

## Altre versioni
- Maxime Le Forestier, 1972
- Yannick Noah, 2003